# 조반니 돌핀

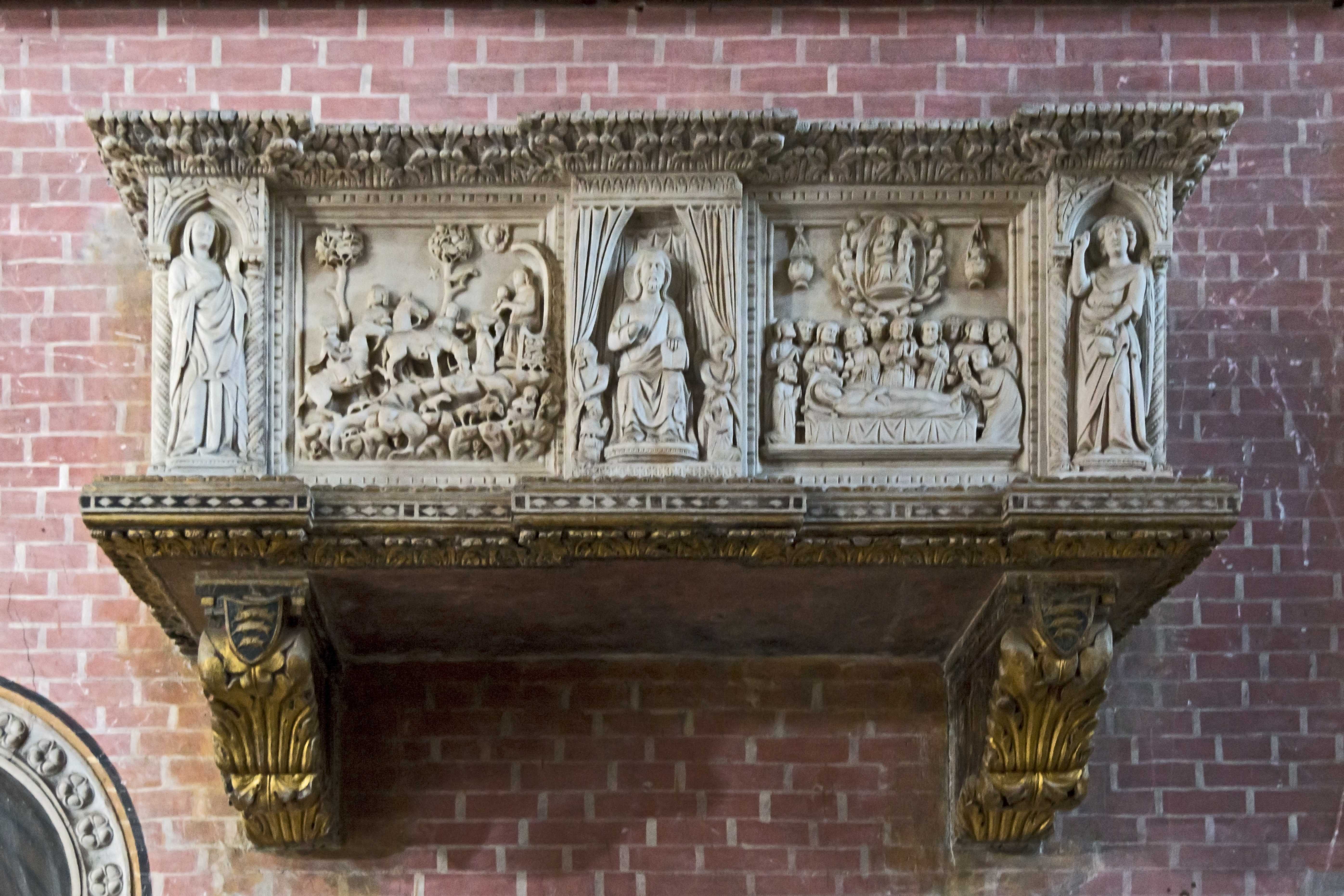
조반니 돌핀의 무덤.

조반니 돌핀(Giovanni Dolfin, 1361년 7월 12일 사망)은 1356년 8월 13일에 제57대 베네치아 공화국의 도제로 임명된 베네치아의 정치인이며, 조반니 델피노(Giovanni Delfino) 또는 조반니 델핀(Giovanni Delfin)으로도 알려져있다. 군사 지휘관으로서의 그의 가치에도 불구하고 그의 베네치아 재임 기간에 달마티아를 상실하고 말았다. 그는 전투에서 부상을 입고 시력을 상실했다.

## 생애
그는 그레고리오 델핀(Gregorio Delfin)의 아들로, 베네치아의 가장 오래되고 고귀하며 부유한 가문 중 한 곳에서 태어났다. 돌핀 가는 같은 뿌리를 둔 가문인 그라데니고 가와 동맹을 맺었다. 1297년의 귀족 쿠데타 이후로 돌핀 가와 그라데니고 가는 도제 자리를 차지하는 주요 가문에 속했으며, 서로 도제 자리를 돌려가며 차지했다(조반니 돌핀의 처남인 조반니 그라데니고가 그 이전의 도제였다). 돌핀은 헝가리 군대에게 퇴로를 차단당하여 트레비소를 방어하는 동안 도제에 선출되었으며, 포위를 뚫어내고 베네치아에 도달하여 도제에 취임했다.
돌핀의 전임자 통치하에 있을 때 벌어진 전쟁에서 헝가리의 군주 러요시 1세는 달마티아를 정복해내고 다른 베네치아 식민지에서 반란을 유도해냈다. 1358년 2월 네르베사에서 베네치아의 패배로 강화 조약이 체결되었다. 자다르 조약의 결과로, 베네치아는 달마티아, 차라, 스플리트를 상실했지만, 헝가리 군주가 아드리아해에서 함대를 만들지 않기로 받아들이면서 그들의 해상 우위를 유지했다. 또한 1358–1359년에 파도바가 브렌타 강에서 베네치아의 무역을 위협하기 시작했고 이집트와의 무역 금지를 강요했다. 이러한 사건들은 베네치아에서 경제적 위기를 촉발시켰으며, 키오자 전쟁이 종결 이후인 1382년에 위기가 끝났다.
조반니 돌핀은 질병으로 1361년에 사망했고 도제들의 전통적인 매장소 산티 조반니 에 파올로 성당에 묻혔다. 그의 비석은 돌핀 가의 문장을 나타내며, 오늘날에도 여전히 볼 수 있다.

## 가공에서
도나 리언의 범죄물 소설 "Friends in High Places"의 줄거리는 돌핀 가를 배경으로 하고 있다.

## 같이 보기
- 자다르 조약

| 공직                   | 공직                                 | 공직             |
| ---------------------- | ------------------------------------ | ---------------- |
| 이전 조반니 그라데니고 | 베네치아 공화국의 도제 1356년–1361년 | 이후 로렌초 첼시 |